# チャーリィ古庄
チャーリィ古庄（チャーリィふるしょう、本名：古庄隆治〈ふるしょう りゅうじ〉、1972年〈昭和47年〉 - ）は、旅客機、空港の取材、撮影を得意とする航空写真家、航空ジャーナリスト。世界の美しい景色と飛行機のコラボレーションを撮ることを得意とする。

## 略歴
東京都出身。幼い頃から乗り物に興味があり、幼少期からカメラを片手に空港に通っていた。航空業界にあこがれ、渡米してパイロット免許を取得、同時に航空機ビジネスも学ぶ。帰国後スカイマークエアラインズの立ち上げメンバーとして、社員第一号になり、その後コンチネンタル航空に入社。航空会社勤務時代も航空雑誌等では連載などを持っていた。整備以外の職を全て経験した後、有限会社チャーリイズを立ち上げ、2001年のアメリカ同時多発テロ事件の際に早期退職し完全に写真家として独立。航空会社、空港会社などの広報制作物撮影、雑誌の取材などをこなしながら、全国各地でトークイベントや撮影会なども行っている。
ユニークな飛行機や空港などを見つけ積極的に撮影取材をし続けた結果、2014年には「世界で最も多くの航空会社に乗った人物」としてギネス世界記録認定を受ける。100カ国以上の国や地域に通い、訪れた空港の数は500を超える。また個人として日本で最も多く旅客機を撮影しているため、豊富なストック写真があり、航空会社や空港会社のカレンダーをはじめ、雑誌、TVなどでも度々写真が使用されている。
2016年G7伊勢志摩サミット、2019年G20大阪サミット、2023年G7広島サミットのVIP機公式記録カメラマンも担当。
キヤノンの写真教室「CANON EOS学園」講師、吉本興業文化人所属。
自宅兼オフィスを成田国際空港近くに構え、空港近くの成田市さくらの山公園内でオフィシャルショップ「フライトショップ・チャーリイズ」を運営している。一時期は同ショップに併設し「フライトカフェ・チャーリイズ」も運営していた。
成田空港地域短編映画「空の港のありがとう」（2024年公開、ショートショート フィルムフェスティバル & アジア 2024の「BRANDED SHORTS」 観光映像大賞観光庁長官賞を受賞）では制作委員会のメンバーとして、自身もエキストラ出演したほか、ロケハンや機体撮影を担当した。

## 著書
- 写真集「AIRCRAFT NUDE」 （三省堂書店 2000年）
- 日本退役機追跡紀行 （イカロス出版 2006年）
- デザインで選んだ世界のエアライン100 （枻出版 2007年）
- 航空会社の選びかた［海外旅行編］（枻出版 2007年）
- ジャンボジェットの時代 （枻出版 2008年）
- 格安航空会社の選びかた （枻出版 2008年）
- 世界おもしろヒコーキ旅 （枻出版 2008年）
- エアライン年鑑2009-2010 （イカロス出版 2009年）
- 世界ヒコーキ紀行 （イカロス出版 2010年）
- 世界のビックリ空港探訪記 （イカロス出版 2010年）
- エアライン年鑑2011-2012 （イカロス出版 2011年）
- 写真集「WORLD JET TOUR」 （イカロス出版 2011年）
- JALまるごと大百科 （ソフトバンククリエイティブ 2011年）
- ANAまるごと大百科 （ソフトバンククリエイティブ 2011年）
- 旅客機の一生物語 （イカロス出版 2013年）
- エアライン年鑑2013-2014 （イカロス出版 2013年）
- 世界の空港飛行機撮影ガイド （イカロス出版 2013年）
- 世界の旅客機「捕獲標本」 （イカロス出版 2014年）
- ビックリ飛行機でゆく世界紀行 （イカロス出版 2015年）
- エアライン年鑑2015-2016 （イカロス出版 2015年）
- 旅客機を見れば世界が分かる （イカロス出版 2016年）
- ツウになる旅客機の教本 （秀和システム 2017年）
- 絶景の空旅 （小学館 2017年）
- エアライン年鑑2017-2018 （イカロス出版 2017年）
- ツウになる世界の政府専用機 （秀和システム 2018年）
- 旅客機の運命 （イカロス出版 2018年）
- ツウになる特別塗装機 （秀和システム 2018年）
- 旅客機マーキング図鑑 （イカロス出版 2019年）
- ヒコーキの雑学100   (インプレス 2019年）
- 世界の旅客機捕獲図鑑 （イカロス出版 2020年）
- 世界の絶景空港撮りある記 （イカロス出版 2020年）
- 写真集 Treasured Airport （イカロス出版 2021年）
- チャーリィ古庄が撮った 写真で見る消滅エアライン600 （イカロス出版 2021年）
- ギネス認定カメラマン・チャーリィ古庄が撮った！ 世界の魔改造旅客機 （イカロス出版 2022年）
- 世界エアライン地図帳 （イカロス出版 2023年）
- ズーミング！旅客機 （秀和システム 2024年）
- 旅客機デザイン解体新書 （イカロス出版 2024年）
- もっと知りたい！成田空港 （イカロス出版 2024年）
- 全国飛行機めぐり （ジー・ビー 2024年）
- ズーミング！空港 （秀和システム 2025年）

## 出演番組
- 「サントリー・サタデー・ウェイティング・バー AVANTI」（TOKYO FM 2010年）
- 「朝ズバ ニュース目のづけどころ」（TBS 2011年）
- 「真相報道バンキシャ!」（日本テレビ 2011年）
- 「朝生ワイド す・またん! ZIP!」（読売テレビ 2012年）
- 「とくダネ フカボリ」（フジテレビ 2012年）
- 「シューイチ」（日本テレビ 2013年）
- 「クイズ100人力」（2013年9月7日 NHK）羽田空港対決、超人として参加
- 「お願いランキング」（テレビ朝日 2013年）
- 「夕焼けナビ」（東海ラジオ 2013年）
- 「ピートのふしぎなガレージ」（TOKYO FM 2014年）
- 「ヒットの秘密」（テレビ東京 2013年）
- 「アポロン」（TOKYO FM 2014年）
- 「news every.」（日本テレビ 2014年）
- 「The photographers」（2014年 BS朝日）
- 「よしログ」（GYAO 2014年）
- 「ブラマヨ弾話室」（BSフジ 2015年）
- 「千原ジュニアのひょんなこと」（NOTTV 2015年）
- 「ワケあり!レッドゾーン」（読売テレビ 2016年）
- 「マツコの知らない世界」（TBSテレビ 2016年）
- 「中川翔子のマニア★まにある 」（BS日テレ 2016年）
- 「スクール革命！」（日本テレビ 2017年）
- 「タモリ倶楽部」（テレビ朝日　2017年）
- 「政井マヤ世界ぐるっとカフェトーク」（ニッポン放送 2017年）
- 「世界まる見え!テレビ特捜部」（日本テレビ 2019年）
- 「データで解析！サンデージャーナル」（テレビ愛知　2019年）
- 「トーキング ウィズ 松尾堂」（NHKラジオ　2022年）
- 「小塚アナの褒めタイム！」（ラジオNIKKEI　2022年）
- 「きのうの続きのつづき」（ラジオ日本 2022年）
- 「松任谷正隆の…ちょっと変なこと聞いてもいいですか？」（TOKYO FM 2022年）